# Copa da Liga Escocesa 2006–07
A Copa da Liga Escocesa de 2006-07 foi a 61º edição do segundo mais importante torneio eliminatório do futebol da Escócia. O campeão foi o Hibernian F.C., que conquistou seu 3º título na história da competição ao vencer a final contra o Kilmarnock F.C., pelo placar de 5 a 1.

## Premiação
| Copa da Liga Escocesa de 2006-07   |
| Escócia                            |
| ---------------------------------- |
| Hibernian F.C. Campeão (3º título) |